# Gîsca
Gîsca è un comune della Moldavia nel distretto di Căușeni di 4.400 abitanti al censimento del 2004. 
Sebbene sia situato sulla riva occidentale del Nistro, nelle immediate vicinanze a sud-ovest di Tighina, il comune è di fatto controllato dalle forze separatiste della repubblica di Transnistria secondo la quale Gîsca è un quartiere di Tighina con cui condivide il codice di avviamento postale e il prefisso telefonico